# Diamecyna setifera
Diamecyna setifera är en skalbaggsart som beskrevs av Stefan von Breuning 1939. Diamecyna setifera ingår i släktet Diamecyna och familjen långhorningar. Inga underarter finns listade i Catalogue of Life.